# SMS G 88
G 88 – niemiecki niszczyciel z okresu I wojny światowej. Czwarta jednostka typu G 85. Okręt wyposażony w trzy kotły parowe opalane ropą. Zapas paliwa 326 ton. Został zatopiony 8 kwietnia 1917 roku torpedą wystrzeloną przez brytyjski kuter torpedowy typu CMB pod Ostendą (kutry CMB 4, 5, 6, 9).